# Kosmos 482
Kosmos 482 ist die Tarnbezeichnung für eine gescheiterte Raumsonde des sowjetischen Venera-Programms, die am 31. März 1972 gestartet wurde. Wie ihre vier Tage vorher gestartete, erfolgreiche Schwestersonde Venera 8 sollte sie als Venera 9 eine weiche Landung auf der Venus durchführen.
Der Bus der Sonde war mit Ultraviolettspektrometer, Messgeräten für die kosmische Strahlung und Sonnenwind ausgerüstet. Im Lander befanden sich ein Thermometer, ein Barometer, ein Radar-Höhenmesser, ein Photometer, ein Gammastrahlenspektrometer, ein Gerät zur Analyse der Atmosphäre und ein Gerät zur Messung der Windgeschwindigkeit.
Aufgrund einer zu kurzen Betriebsdauer der vierten Stufe (Blok L) ihrer Molnija-Trägerrakete erreichte die Sonde nur eine elliptische Erdumlaufbahn. Die Sonde erhielt eine Nummer aus dem Kosmos-Satellitenprogramm, um den Misserfolg zu verschleiern. Sowjetische Dokumente zeigen, dass am 28. April 1972 beschlossen wurde, das Landemodul im Erdorbit abzutrennen. So verglühte die Transfersonde vor Jahrzehnten, die Landesonde in der eiförmigen Eintrittskaspel mit einem Gewicht von 495 Kilogramm umkreiste 53 Jahre lang die Erde.
Bis zum Jahr 2022 wurde eines der verbliebenen Objekte als das Venera-Landemodul identifiziert, das aufgrund des Atmosphärenwiderstands mittelfristig in die Erdatmosphäre eintreten würde. Da der Hitzeschild der Landekapsel für die Venus ausgelegt war, musste mit einem Einschlag auf der Erde gerechnet werden, der für den Vormittag des 10. Mai 2025 vorausgesagt, aber im Voraus nicht genau lokalisiert werden konnte. Kosmos 482 stürzte vermutlich zwischen 6:15 und 6:45 UTC über Südwestasien oder dem Indischen Ozean ab.